# Euchaetes
Euchaetes é um gênero de traça pertencente à família Arctiidae.